# Summer Days (And Summer Nights!!)
Summer Days (And Summer Nights!!) je deveti album ameriške glasbene skupine The Beach Boys. Izšel je leta 1965 pri založbi Capitol Records.

## Seznam skladb
1. "The Girl from New York City" - 1:54
2. "Amusement Parks U.S.A." - 2:29
3. "Then I Kissed Her" - 2:15
4. "Salt Lake City" - 2:00
5. "Girl Don't Tell Me" - 2:19
6. "Help Me, Rhonda" - 2:46
7. "California Girls" - 2:46
8. "Let Him Run Wild" - 2:20
9. "You're So Good to Me" - 2:14
10. "Summer Means New Love" - 1:59
11. "I'm Bugged at My Ol' Man" - 2:17
12. "And Your Dream Comes True" - 1:04